# Hyperurikemi
Hyperurikemi är ett sjukligt tillstånd av förhöjda nivåer urinsyra i blodet. Detta kan antingen bero på att kroppen bildar för mycket urinsyra eller på att njurarna inte förmår rena blodet. Det har förr betraktas som samma sak som gikt, eftersom det kännetecknar den sjukdomen, men har visat sig också förekomma som markör för andra sjukdomar.
Hyperurikemi kan uppkomma till följd av njursvikt, och andra problem för njurarna att utsöndra urinsyran, t.ex. vid acidos som kan uppkomma vid diabetes, alkoholförgiftning, och ketos till följd av svält, samt vid behandling med vätskedrivande medel. I ett fåtal fall beror hyperurikemi på att kroppen tillverkar för mycket urinsyra. Det kan då bero på att kosten innehåller mycket purin, fruktos, eller adenin, eller på ämnesomsättningssjukdomar som Lesch-Nyhans syndrom och Kelley-Seegmillers syndrom, vid leukemi, och uppkomma vid vissa sjukvårdsbehandlingar, t.ex. kemoterapi, strålbehandling, och behandling med immunosuppressiva läkemedel. Det är avsevärt mycket vanligare att män i åldersspannet 40-50 år drabbas av hyperurikemi än någon annan grupp. Unga kvinnor drabbas mest sällan. Referensvärdena för urinsyra skiljer sig mellan könen. Man antar att östrogen ökar njurarnas clearance av urinsyra, genom att hämma proteinerna URAT1 och Glut9. Testosteron å andra sidan tycks öka reabsorptionen av urinsyra i njurarna. Det finns ett positivt samband mellan urinsyra och mängden muskelmassa.
Det är först och främst förknippat med gikt, men förekommer också som konsekvens av andra sjukdomar, däribland psoriasis, av att ta tillskott av niacin, fetma, hypotyreos (till följd av långsammare njurfunktion), giftstruma (till följd av ökad produktion av urinsyra), cystisk fibros, tillstånd med hyperkalcemi, ökad aktivitet i benmärgen, och preeklampsi.  Det är ett vanligt tillstånd vid akut hjärtinfarkt, och synes sammanfalla med dålig prognos vid flera hjärt- och kärlsjukdomar, däribland hjärtsvikt.
Det kan uppkomma av ketogen diet (exempelvis LCHF). Det är en markör vid metabolt syndrom och är vanligt vid schizofreni, men förekommer sällan tillsammans med Parkinsons sjukdom. Tillståndet sammanfaller med ökade nivåer kynurenin och kynurensyra, och har en hämmande effekt på multidrug resistance protein 4 och breast cancer resistance protein.
Gikt ses ofta vara ett symtom på hyperurikemi, men uppkommer långt ifrån alltid. Obehandlat kan tillståndet också leda till hematuri, högt blodtryck, hjärtproblem och njursvikt, men det är då ofta oklart vilket tillstånd som föregripit och varit förutsättning för det andra. Långvarig hyperurikemi kan leda till tofus.